# Héctor Bosque
Héctor Bosque Boix (Alcañiz, Teruel, España, 15 de agosto de 1978) es un futbolista español retirado. Jugaba de centrocampista y su primer equipo fue el Alcañiz Club de Fútbol de la Tercera División española. Actualmente gerente de Nave13 (Padel y Fútbol INDOOR). 

## Trayectoria
Comenzó a jugar en las categorías inferiores del Alcañiz con quien debutó en la tercera división, tras un paso fugaz por el Amorós filial del Club Atlético de Madrid, vuelta al Alcañiz CF y por el Real Oviedo Vetusta filial del Real Oviedo volvió al Alcañiz CF para la temporada 1999-2000, esa misma temporada pasó al Club Deportivo Binéfar de la segunda división B, y tras una temporada a la Unión Balompédica Conquense donde permaneció hasta la temporada 2003-2004.
En verano de 2004 fichó por el Club Deportivo Castellón con el que permaneció hasta la temporada 2006-2007 jugando en Segunda División. En la temporada 2005-2006 jugó 37 partidos en la categoría de plata pero en la siguiente temporada dejó de contar para el técnico Pepé Moré por lo que en el verano de 2007 rescindió contrato y fichó por el Alicante Club de Fútbol de la Segunda División B, consiguiendo el ascenso, pero en la siguiente temporada el director técnico Manolo Jiménez no contaba con él y fue apartado del equipo. Posteriormente el club intentó volver a darle de alta pero la Real Federación Española de Fútbol no lo permitió por estar el club en suspensión de servicios federativos por impagos.
Tras una temporada en blanco, en agosto de 2009 fue fichado por el Club Deportivo Teruel, y fue dado de baja en diciembre de ese mismo año. Al no encontrar ningún equipo se retiró de la práctica del fútbol entrando a trabajar en el negocio familiar. [cita requerida]

## Selección de fútbol de Aragón
Participó en el partido amistoso internacional que la Selección de fútbol de Aragón jugó contra la Selección de fútbol de Chile el 28 de diciembre de 2006, con victoria de la selección aragonesa por 1-0.

## Clubes
| Club         | País   | Año       |
| ------------ | ------ | --------- |
| Alcañiz C.F. | España | 1999-2000 |
| CD Binéfar   | España | 2000-2002 |
| UB Conquense | España | 2002-2004 |
| CD Castellón | España | 2004-2007 |
| Alicante CF  | España | 2007-2009 |
| C.D. Teruel  | España | 2009      |